# Ações atômicas
Uma ação atômica é uma ação que é indivisível, não pode ser quebrada numa sequência simples de ações mais simples. Este conceito surge na matemática (o relato mais antigo vem dos axiomas da geometria euclidiana) e na programação de computadores (onde operações sobre banco de dados, a partir do ponto de vista do usuário devem ser atômicas, e, em sistemas operacionais, operações que acessem recursos compartilhados devem ser atômicas).